# 浅川智恵子
浅川 智恵子（あさかわ ちえこ、1958年 - ）は、日本の情報技術者で博士（工学）。第2代日本科学未来館館長。
おもに視覚障害者支援プロジェクトやアクセシビリティ実現などを、日本アイ・ビー・エム東京基礎研究所で研究する。2009年から日本で3人目のIBM最高技術職IBMフェローを任ぜられる。2013年に紫綬褒章を受章する。

## 人物・来歴
- 1958年 大阪府豊中市生まれ。
- 小学5年時に水泳で反転に失敗し、プール壁面で顔面を負傷して視神経を損傷した。徐々に視力が衰えて中学2年時に失明する。中学を卒業して盲学校で学ぶ。
- 1982年 追手門学院大学文学部イギリス・アメリカ語学文学科卒業。
- 1984年 日本ライトハウス情報処理学科修了。日本アイ・ビー・エム学生研究員として点字翻訳システムを開発[3]。
- 1985年 日本アイ・ビー・エム入社、東京基礎研究所配属。
- 1992年 日本語デジタル点字システムを開発[3]。
- 1997年 視覚障害者向け音声読み上げブラウザー、IBM ホームページリーダーを開発[4][5]。
- 2001年 IBM Academy of Technology メンバー。
- 2004年 Web Accessibility 評価ツール aDesigner開発[4]。
- 2004年 東京大学大学院工学系研究科先端学際工学専攻博士課程を修了して博士（工学）。
- 2007年 IBM Distinguished Engineer、音声ブラウザー aiBrowser開発[4]。
- 2009年 IBM Fellow[6]。
- 2014年 カーネギーメロン大学の客員教授としてアメリカ・ピッツバーグへ赴任[7]。
- 2015年 カーネギーメロン大学との共同研究で、視覚障がい者のナビゲーション向上をめざす「NavCog」Appを発表[8]。
- 2019年10月11日 開発した「Navcog(日本ではインクルーシブ・ナビ)」が日本で実装サービス開始[9][10][11][12]。
- 2020年 日本IBM、アルプスアルパイン、オムロン、清水建設、三菱自動車の5社が開発に参加する視覚障害者でも自由に街を歩けるようにすることを目的とした「AIスーツケース」の発起人兼技術統括者に就任[10][13][14][15]。
- 2021年 日本科学未来館館長（第2代）就任[16]。
- 2022年7月、浅川が開発を進める「AIスーツケース」の実証実験が、新千歳空港で行われた[17]。
- 2024年5月29日、次世代移動支援技術開発コンソーシアムは、2025年日本国際博覧会（大阪・関西万博）の会場内で、「AIスーツケース」の実証実験に取り組むと発表[18]。

## 著書

### 共著
- 柏木恵子 （他） 編『キャリアを拓く―女性研究者のあゆみ』ドメス出版、2005年8月1日。ISBN 978-4810706499。 NCID BA73430900。
- 新井悠、浅川智恵子（他）『ソフトウェアの匠〈2〉』日経BP、2005年12月10日。ISBN 978-4822206666。 NCID BA69428450。
- 浅川智恵子、坂元志歩（聞き手）『見えないから、気づく』早川書房〈ハヤカワ新書13〉、2023年10月17日。ISBN 978-4153400139。 NCID BD04434493。

## 出演
- プロフェッショナル 仕事の流儀（2010年1月12日、NHK）[19]
- ザ・ヒューマン「浅川智恵子〜自由へのスーツケース〜」（2022年2月20日、NHK）[20]
- NHKアカデミア「浅川智恵子 生きるヒントが、ここに。」（2023年10月18日、NHK Eテレ）[21]

## 表彰・受賞
- 1999年： 厚生労働大臣賞[3][22]
- 2002年： ACM SIGCAPH "The Best Paper Award ACM ASSETS 2002[23]
- 2003年： 日経ウーマン・オブ・ザ・イヤー2004・総合2位[3][24]
- 2003年： Women in Technology International (WITI) 女性技術者の殿堂[3][25]
- 2004年： 日経BP社 第3回「日本イノベーター大賞」優秀賞[26]
- 2004年： 日本女性科学者の会・功労賞[22]
- 2005年： 第3回 Webクリエーション・アウォード「Web人賞」[27]
- 2006年： 名古屋ライトハウス「第1回近藤正秋賞」[28]
- 2009年： 情報処理学会「平成20年度喜安記念業績賞」[29]
- 2010年： 情報処理学会「平成21年度情報処理学会フェロー」[22]
- 2010年： 女性エンジニア協会（英語版）（アメリカ合衆国）「SWEアチーブメント賞」[30]
- 2011年： Anita Borg Institute「Women of Vision賞」[31]
- 2011年： 文部科学大臣表彰科学技術賞（開発部門）[32]
- 2012年： 第9回本間一夫文化賞[33]
- 2013年： 紫綬褒章[1][2]
- 2015年： 「津田梅子賞」[34]
- 2016年： 第4回「立石賞 」特別賞[35]
- 2018年： Disability:IN (旧USBLN) John D. Kemp Leadership Award 2018[36]
- 2019年： 全米発明家殿堂殿堂入り[37]
- 2022年： 大川賞
- 2024年：京都ライトハウス「第41回鳥居賞」[38]

## 学会
ACM、電子情報通信学会、情報処理学会

## 浅川賞
現在、浅川賞の名を冠する賞は下記の2つがある。

### 企業ウェブ・グランプリ
企業ウェブサイト担当者を対象とする「企業ウェブ・グランプリ」で、浅川智恵子を称えて特別賞として創設された。サイトのアクセシビリティ品質を問い、視覚障害者の審査選考委員が投票と合議で「浅川賞（アクセシビリティ）」を選定する。2010年の第4回企業ウェブ・グランプリから創設された。
- 2010年度
  - 部門グランプリ：料理の基本（キッコーマンビジネスサービス株式会社）
- 2011年度
  - グランプリ：JALユニバーサルデザイン（日本航空 株式会社）
  - 特別賞（模範生徒賞）:CSRアニュアルレポート2011（日本電気株式会社）
  - 特別賞（状景が浮かぶで賞）:どんぐりプロジェクト（東京ガス株式会社）
  - 特別賞（見た目より中身が好きで賞）:ファンファンびより（株式会社ワコール）
  - 特別賞（パイロットになりたかったで賞）:Discover MHI 「トップページ」、「三菱重工グラフ」、「パイロットの話」（三菱重工業株式会社）
- 2012年度
  - グランプリ：イベント情報（東京ガス株式会社）
  - 特別賞（コンテンツもテンプレートもチャレンジしていて良かったで賞）：宙（そら）への挑戦（日本電気株式会社）
  - 特別賞（つなげたで賞）：So-net会員サポートページ（ソネットエンタテインメント株式会社）
  - 特別賞（家を買った気になるで賞）：モバイル 住まい1（三菱UFJ不動産販売株式会社）

### 日本アドバタイザーズ協会
2013年10月31日で364社が加盟する「公益社団法人日本アドバタイザーズ協会」Web広告研究会が、2013年から浅川賞（アクセシビリティ）を発表している。ソーシャルサイトを除く全サイトを対象に、総務省が提供するアクセシビリティ診断ソフトmiCheckerを基本に開発されたツールを用い、審査員推薦らが選出する。
- 第1回Webグランプリ浅川賞（アクセシビリティ）(2013年度)
  - 味の素株式会社 【エコうまレシピ】
  - キヤノンマーケティングジャパン株式会社 【キヤノンサポートサイト 修理のお問い合せ・お申込み】
  - 東京海上日動火災保険株式会社 【あしたの笑顔のために～防災・減災情報サイト～】
  - 日本マイクロソフト株式会社 【Windows for Students】
  - 富士ゼロックス株式会社 【富士ゼロックス公式サイト】
  - 三菱自動車工業株式会社 【アウトランダー プレミアムツアラーズ】
  - 三菱重工業株式会社 【三菱重工グラフ】
  - 三菱電機株式会社 【from五大陸特別編「from南極」】
  - ヤマハ株式会社 【歌で伝えよう、家族の絆『第2回 家族の歌コンテスト』】
  - 株式会社ワコール 【ワコールボディブック】
- 第2回Webグランプリ浅川賞(2014年度)
  - 【グランプリ】
    - セコム株式会社 【女性の防犯対策情報サイト 女性のためあんしライフ】

  - 【特別賞 - 見出しがなくともわかるで賞】
    - セイコーウオッチ株式会社 【時ノ技】

  - 【特別賞 - 表でチャレンジ賞】
    - 岩崎電気株式会社 【創立 70 周年 － 感謝を光にのせて】
- 第3回Web企業グランプリ部門 浅川賞(2015年度)
  - 【グランプリ】
    - 日本ハム株式会社 【食物アレルギーねっと】

  - 【特別賞 - 模範生徒賞】
    - 富士ゼロックス株式会社 公式サイト

  - 【特別賞 - HTML5でARIAroleを使ってみたで賞】
    - 三菱電機株式会社 AREA HIGHLIGHTS
- 第4回Web企業グランプリ部門 浅川賞(2016年度)
  - 【グランプリ】
    - NEC（日本電気株式会社)【NEC Vision for Social Value Creation】